# Isabella Lövin
Isabella Signe Maria Lövin (Helsingborg, 3 febbraio 1963) è una politica, scrittrice e giornalista svedese,  ex ministro dell'ambiente nel governo Löfven II dopo essere stata ministro della cooperazione internazionale dal 2014 al 2019 nel governo Löfven I e europarlamentare per il Partito Ambientalista i Verdi dal 2009 al 2014.

## Biografia
Figlia dell'artista Björn Lövin, è cresciuta ad Avestā.
Dal 1981 al 1985 ha studiato scienze politiche, sociologia, italiano e cinematografia presso l'Università di Stoccolma, e dal 1986 al 1987 ha studiato scienze politiche all'Università di Bologna.

### Attività giornalistica
Giornalista freelance, Isabella Lövin ha lavorato in particolare in riviste dedicate al mondo femminile, Vecko-Revyn, Elle e We Parents. Ha scritto anche articoli sull'ambiente nella "domenica verde" di Expressen.  Dal 1994 al 1997 ha lavorato come reporter e produttore di Radio P1, svedese, per i programmi Slussen e Tendens. Successivamente è stata fino al 2002 segretaria editoriale e redattore per un giornale mensile. Quindi nel 2003 ha contribuito come direttore editoriale nel lancio di una rivista, Leva!, nel 2005 ha scritto in Tutto su Mat e si è occupata di libri per Femina.
Nel 2007 ha pubblicato il libro Tyst hav - Hunting for the last food fish, che parla dell'eccessivo utilizzo degli stock ittici nelle acque svedesi e straniere. Il libro ha ricevuto molta attenzione e Lövin è stata insignita sia del Gran Premio del giornalista, nella categoria "Storyteller of the Year", sia del Guldspaden.  Il libro ha contribuito nel fare entrare la Lövin come politico nel Partito dell'ambiente.

### Attività politica
Esponente del Partito Ambientalista i Verdi, alle elezioni europee del 2009 è stata eletta eurodeputata, venendo confermata nel 2014.
Nel 2014 è stata nominata ministro della Cooperazione Internazionale nel governo Löfven I.